# Наука рыболовства
«Нау́ка рыболо́вства», также «Галие́втика» (лат. Halieutica) — античная дидактическая поэма, традиционно приписываемая древнеримскому поэту Публию Овидию Назону.
Поэма написана гекзаметром и представляет собой описание рыб, обитающих в Чёрном море. До наших дней сохранился лишь её фрагмент без начала и окончания, состоящий из 135 строк. Фрагмент был обнаружен Якопо Саннадзаро в составе средневекового кодекса IX века Vindobonensis 277, где назывался «О рыбах и зверях».
Ряд учёных ставит под сомнение авторство Овидия, аргументируя это тем, что сохранившийся фрагмент страдает стилистическим несовершенством, нехарактерным для поэта. В то же время другие учёные считают, что поэма написана Овидием в понтийской ссылке, а несовершенство стиля сохранившегося фрагмента обусловлено тем, что поэма была найдена в сильно испорченном тексте, который до этого неоднократно переписывался. В качестве основного аргумента в пользу авторства Овидия учёные приводят фрагменты из «Естественной истории» Плиния Старшего, где он цитирует некоторые строки поэмы, упоминает её название и называет Овидия её автором.
На русский язык сохранившийся фрагмент был переведён Михаилом Гаспаровым с восполнением некоторых лакун по параллельному описанию у Плиния Старшего. Этот перевод впервые был опубликован в 1978 году издательством «Наука» в серии «Литературные памятники» в качестве дополнения к своду произведений Овидия, написанных им в понтийской ссылке.

## Издания текста
- Наука рыболовства / Пер. М. Л. Гаспарова // Публий Овидий Назон. Скорбные элегии. Письма с Понта / Изд. подг. М. Л. Гаспаров, С. А. Ошеров; отв. ред. Ф. А. Петровский. — М. : Наука, 1978. — С. 177—180. — 272 с. — (Литературные памятники). — 50 000 экз.